# لاکونا
شهرک لاکونا (به ایتالیایی: Lacona)در جنوب جزیره الب قرار دارد که استراحتگاه تفریحی می‌باشد . 

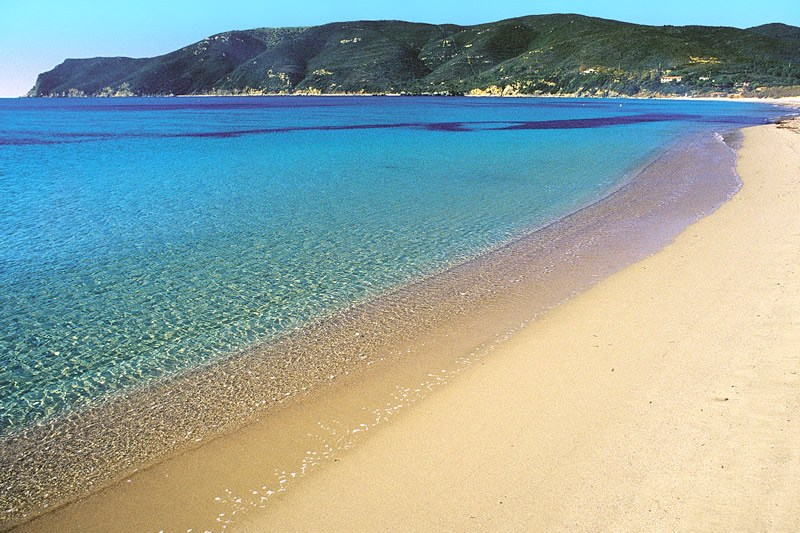
ساحل لاکونا

## جاذبه‌های توریستی
- ساحل لاکونا
- مسیرهای پیاده‌روی
- ساحل برهنگی کاناتا
- ساحل لاکونلا